# There's the Girl
There's the Girl è un singolo del gruppo rock statunitense Heart, pubblicato nel 1987 ed estratto dall'album Bad Animals.
La canzone è stata scritta da Holly Knight e Nancy Wilson.

## Classifiche
| Classifica (1987) | Posizione massima |
| ----------------- | ----------------- |
| Regno Unito       | 34                |
| Stati Uniti       | 12                |